# Skråpukskrabba
Skråpukskrabba (Corystes cassivelaunus), även kallad maskkrabba,  är en krabba som förekommer från Medelhavet och norrut till Nordsjön och Kattegatt. Krabban gräver ner sig i sandiga bottnar på 7 till 90 meters djup och andas genom att låta spetsen på sina långa antenner sticka upp ovanför botten. Genom att antennerna är försedda med speciella borst som när de fälls samman bildar ett rör förs då vatten till gälarna. 
Krabban har fått sitt trivialnamn efter mönstret på dess ryggsköld, som påminner något om ett ansikte (skråpuk är ett äldre ord för en skrämmande ansiktsmask). Ryggskölden blir upp till 4 centimeter lång och är närmast oval till formen. Färgen är blekt röd eller rödgulaktig till gulvit. Hanens främre klosaxben är längre än honans, minst dubbelt så långa som hans övriga ben.

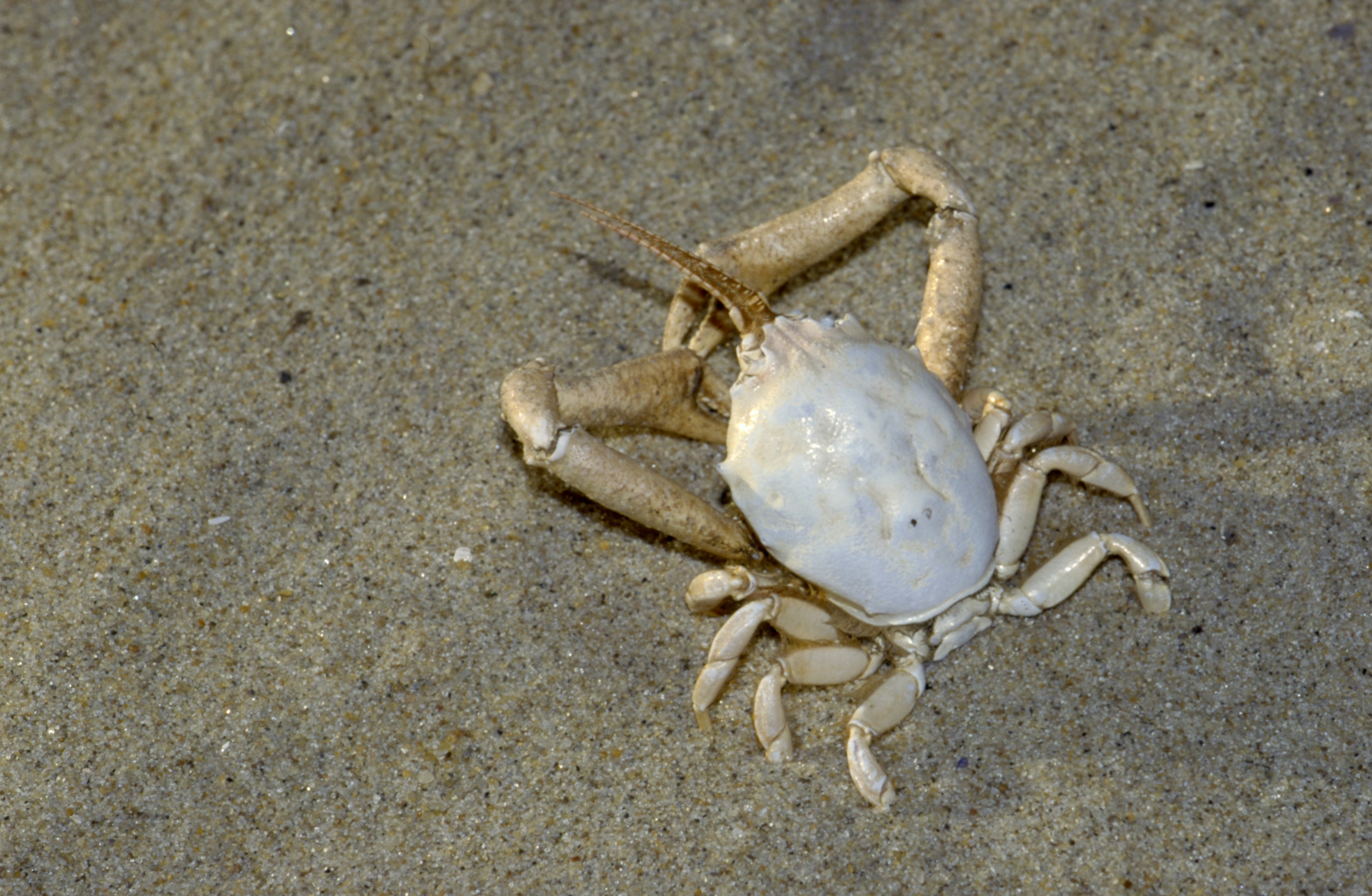

Larverna lever pelagiskt.